# Ewald Stübler
Ewald Stübler (* 13. August 1881 in Gera; † 5. Januar 1945 in Weimar) war eine parteiloser Widerstandskämpfer gegen den Nationalsozialismus, der im Hof des Landgerichts von Weimar mit dem Fallbeil hingerichtet wurde.

## Leben
Er besuchte die Bürgerschule von Gera und die Mittelschule in Hirschberg im Riesengebirge. Dort erlernte er in einer Eisen- und Waffenhandlung den Beruf des Kaufmanns.
Im Jahre 1903 heiratete Stübler. Aus dieser Ehe ging ein Sohn hervor, der in Ebeleben eine Apotheke führte. Die Ehefrau Stüblers verstarb 1941. Bis 1923 war er in verschiedenen Orten, zuletzt in Suhl als kaufmännischer Angestellter tätig. Von 1923 bis 1928  betrieb er in Suhl eine eigene Waffenhandlung. Danach arbeitete er wieder als Angestellter in der Waffenfabrik Albert Sühn.
Bis 1932 sympathisierte er mit der SPD, von da an wählte er die KPD. Seit 1934 gehörte er der Deutschen Arbeitsfront (DAF) an. Regelmäßige Zusammenkünfte mit Widerstandskämpfern wie Guido Heym, Walter Köhler und Emil Eckstein bestärkten ihn in seiner Überzeugung, gegen Faschismus und Krieg anzukämpfen. Er schloss sich der Widerstandsgruppe von Guido Heym an und verstärkte noch seine antifaschistische Tätigkeit nach dem Überfall auf die Sowjetunion. Bis 1942 hörte er ständig Radionachrichten aus London, Beromünster und Moskau ab und verbreitete sie unter Vertrauten. 1940 lernte er bei einer Kur seiner Ehefrau in Bad Liebenstein gleichgesinnte Antifaschisten kennen. Über die Gespräche mit ihnen informierte er die Suhler Hitler-Gegner im Gasthaus „Fuchsbau“. Bei zahlreichen Zusammenkünften machte er die militärischen Fortschritte der alliierten Truppen gegen Hitlerdeutschland bekannt. Mit Emil Eckstein und Franz Albrecht stellte er Überlegungen zur illegalen Arbeit an. Stübler war außer im „Fuchsbau“ auch in den Gasthäusern „Zentralhalle“, im „Burghof“ und im „Grünen Baum“ konspirativ tätig. Der Wirt vom „Fuchsbau“ Emil Otto hatte einen Hinterausgang nutzbar gemacht, über den sie bei drohender Gefahr durch Polizei oder Gestapo das Gasthaus unbemerkt verlassen konnten. Bei der Massenverhaftung am 3. September 1943 wurde auch Stübler in Gestapohaft genommen mit Hilfe des Spitzels Fritz Klett. Am 30. November 1944 verurteilte ihn der Volksgerichtshof in Rudolstadt mit seinen Angehörigen Gerichtsrat Georg Ernst Diescher, Landgerichtsrat Herbert Hilmar Robert Nötzold, SA-Obergruppenführer Heinz Späing und Kurt Günther, Oberreichsleiter Benno Kuhr und Landgerichtsdirektor Paul Brenner wegen Hochverrat und Wehrkraftzersetzung zu lebenslangem Ehrverlust und zur Todesstrafe.

## Erinnerung
- Sein Name und der weiterer Widerstandskämpfer ist an der Gedenkstätte bei der ehemaligen Siedlergaststätte auf dem Friedberg eingemeißelt.[1]
- Am 12. November 2008 wurde vor seinem letzten Wohnsitz in der Suhler Wertherstraße 1 ein Stolperstein zu seinem Gedenken gelegt.